# Who You Are (албум Џеси Џеј)
Who You Are први је студијски албум енглеске кантауторке Џеси Џеј. Објављен је 28. фебруара 2011. у посредству издавачких кућа Lava Records, Island Records и Universal Republic Records. Објављивање је првобитно најављено за 28. март, али је због велике потражње и интересовања фанова албум објављен месец дана раније. Снимање песама одвијало се између 2005. и 2011. године, а у продукцији су учествовали Др Лук, Тоби Гад, ди-џеј „K-Gee” и многи други.
Албум је добио мешовите критике музичких критичара. Такође је достигао и на друго место рекордне листе UK Albums Chart, са продајом у преко 105.000 примерака у првој недељи у Уједињеном Краљевству, а у САД-у је достигао на једанаесто место рекорне листе Билборд 200, са тамошњом продајом у приближно 34.000 примерака у првој недељи. Два сингла предходила су издавању албума — певачицин први сингл у каријери Do It like a Dude и песма Price Tag, изведена заједно са репером B.o.B.-ом, која је такође била и водећи сингл албума. Трећи сингл, Nobody's Perfect постао је певачицин трећи узастопни хит који је достиго међу 10 најбољих у Уједињном Краљевству. Четврти сингл, Who's Laughing Now објављен је 21. августа 2011, и достигао је на 16. место рекордне листе UK Singles Chart. Насловна песма Who You Are објављена је као пети сингл албума 13. новембра 2011. године.
Поновно издање албума (названо „Deluxe Edition” односно „Platinum Edition”) објављено је 14. новембра 2011. Оно такође садржи и бонус песме — Domino, која је уједино и њен други сингл који је достигао на прво место британских рекордних листи, My Shadow и Laserlight у сарадњи са Дејвидом Гетом. Who You Are је први албум британске певачице који садржи шест или више синглова који су достигли међу десет најбољих у Уједињном Краљевству.

## Списак песама
| №               | Назив                    | Трајање |  |
| 1.              | Price Tag (са B.o.B.-ом) | 3:43    |  |
| 2.              | Nobody's Perfect         | 4:19    |  |
| 3.              | Abracadabra              | 3:50    |  |
| 4.              | Big White Room (уживо)   | 5:30    |  |
| 5.              | Casualty of Love         | 3:54    |  |
| 6.              | Rainbow                  | 3:05    |  |
| 7.              | Who's Laughing Now       | 3:54    |  |
| 8.              | Do It like a Dude        | 3:15    |  |
| 9.              | Mamma Knows Best         | 3:15    |  |
| 10.             | L.O.V.E.                 | 3:52    |  |
| 11.             | Stand Up                 | 3:27    |  |
| 12.             | I Need This              | 4:20    |  |
| 13.             | Who You Are              | 3:50    |  |
| Укупно трајање: | Укупно трајање:          | 50:14   |  |